# Benzilpenicil·lina benzatina
La benzilpenicil·lina benzatina (DCI), penicil·lina benzatina o penicil·lina (G) benzatínica, és una varietat química de la penicil·lina, administrada per via intramuscular per al tractament de certes infeccions bacterianes. Comercialitzada a Espanya sota el nom de Benzetacil.
El medicament s'hidrolitza en la circulació sanguínia i permet la producció de benzilpenicil·lina de manera prolongada, realitzant la seva tasca antibacteriana de manera sostinguda, aproximadament de 3 a 6 setmanes amb una sola dosi injectable. La penicil·lina benzatina és un dels medicaments essencials de l'Organització Mundial de la Salut.
Encara que existeixen altres fórmules més recents, la benzilpenicil·lina benzatina continua considerant-se útil en el tractament de la sífilis en totes les seves localitzacions, excepte en el sistema nerviós central. També es prescriu en la prevenció de la febre reumàtica en persones d'alt risc.
La penicil·lina benzatina no és recomanada en menors de 3 anys (risc de necrosi, síndrome de Nicolau).